# Saxicola torquatus
O cartaxo-comum (Saxicola torquatus), também conhecido como chasco, é um membro da família papa-moscas do Velho Mundo, os Muscicapidae. Estava anteriormente incluído em "cartaxo-comum" (Saxicola torquata sensu lato), mas provou-se recentemente a existência de espécies distintas para o cartaxo europeu (Saxicola rubicola) e o cartaxo siberiano (Saxicola maurus), assim como as espécies Saxicola dacotiae, o cartaxo de Fuerteventura, Canárias, aí chamado de caldereta e Saxicola tectes, o cartaxo de Reunião.
Tem uma distribuição dispersa por toda a África meridional, nomeadamente no norte do Senegal e Etiópia, e populações destacadas nas montanhas do sudoeste da Arábia e em Madagáscar e na ilha Grande Comore. É sedentário, com deslocações muito restritas; consequentemente desenvolveu muitas variações regionais, estando dividido em 17 subespécies.
Os machos têm cabeça preta, um meio colar branco, manto preto, dorso branco, e cauda preta; as asas são pretas com uma grande mancha branca na parte superior do interior da asa. A face anterior do pescoço é quase sempre vermelho-laranja escuro, com uma transição para branco ou laranja pálido no peito e abdómen. As fêmeas têm o manto e a cabeça de cor castanha em vez de preta, com uma linha ao redor dos olhos mais pálida e pouco distinta, a parte inferior de cor mais acastanhada amarelada em vez de laranja, e menos branco nas asas. Ambos os sexos adquirem uma plumagem mais sombria e listrada fora da época de acasalamento.

## Subespécies
As subespécies diferem ligeiramente em tamanho, e mais na extensão da mancha laranja-vermelha da face anterior do pescoço dos machos, e se o peito é branco com um limite distinto da face anterior do pescoço ou se é laranja pálido com um limite indistinto. A extensão do laranja-vermelho também varia com a altura do ano, frequentemente estendendo-se para o abdómen fora da época de acasalamento.
- Saxicola torquatus torquata Linnaeus, 1766
- Saxicola torquatus clanceyi Latimer, 1961
- Saxicola torquatus stonei Bowen, 1932
- Saxicola torquatus oreobates Clancey, 1956
- Saxicola torquatus promiscua Hartert, 1922
- Saxicola torquatus altivaga Clancey, 1988
- Saxicola torquatus axillaris (Shelley, 1884)
- Saxicola torquatus salax (J. e E. Verreaux, 1851)
- Saxicola torquatus adamauae Grote, 1922
- Saxicola torquatus pallidigula Reichenow, 1892
- Saxicola torquatus moptana Bates, 1932
- Saxicola torquatus nebularum Bates, 1930
- Saxicola torquatus jebelmarrae Lynes, 1920
- Saxicola torquatus felix Bates, 1936
- Saxicola torquatus sibilla (Linnaeus, 1766)
- Saxicola torquatus voeltzkowi Grote, 1926
- Saxicola torquatus albofasciata (Rüppell, 1845)